# 真田信正
真田 信正（さなだ のぶまさ）は、真田氏の一族。名は幸明（ゆきあき）とも。

## 生涯
真田幸隆の次男・真田昌輝の嫡男で、真田信綱や真田昌幸の甥にあたる。
天正10年（1582年）に織田信長・徳川家康による武田征伐での武田家滅亡後、松平忠輝・忠昌に仕えた。
子孫は越前松平家に仕え、越前真田家として現在も存続している。

## 関連事項
- 真田秀夫 - 元内閣法制局長官、信正の男系子孫